# 大卫转突蛛
大卫转突蛛（学名：Metleucauge davidi），又名高山長蹠蛛，为肖峭科转突蛛属的动物。在中国大陆，分布于陕西、浙江等地，一般生活于山林。该物种的模式产地在陕西。